# 太陽とビキニ
『太陽とビキニ』（たいようとビキニ）は、RIP SLYMEの15枚目のシングル。2008年7月30日発売。

## 概要
2008年に発売された唯一のシングル。2曲目「SPLASH」はAxeのCMに、3曲目「Supa Sonic」はキリンビバレッジ「SoniQ」のCMにタイアップされている。
C/Wの「SPLASH」にもAxeのCM用のPVが作られているが、C/WにPVが制作されるのははじめて。PVにはメンバー5人にソックリな操り人形が出演している。
「太陽とビキニ」のPVには、RSFの会員が参加している。CDの帯の裏にパスワードが載っていてインターネット上からパスワードを使って懸賞に参加することができる。商品はメンバーそっくりな人形が集合しているデザインのラバーストラップ。

## 収録曲
1. 太陽とビキニ (4:06)
（作詞：RYO-Z,ILMARI,PES and SU 作曲：DJ FUMIYA）
  - 熱帯夜に続くサマーソング。夏の終わりを歌った曲。
  - アウトロが従来のRIP SLYMEのシングルA面曲に比べて短く、フェードアウトも早い。
  - アルバム『JOURNEY』に収録。
2. SPLASH (3:06)
（作詞：RYO-Z,ILMARI,PES and SU 作曲：DJ FUMIYA）
  - アルバム『JOURNEY』に収録。
3. Supa Sonic (4:19)
（作詞：RYO-Z,ILMARI,PES and SU 作曲：PES）
  - 爽快感溢れた曲になっている。
  - アルバム未収録。